# میاکو، فوکوئوکا
میاکو، فوکوئوکا (به لاتین: Miyako, Fukuoka) یک منطقهٔ مسکونی در ژاپن است که در استان فوکوئوکا واقع شده‌است. میاکو  ۲۳٬۱۷۸ نفر جمعیت دارد.